# Язык цветов

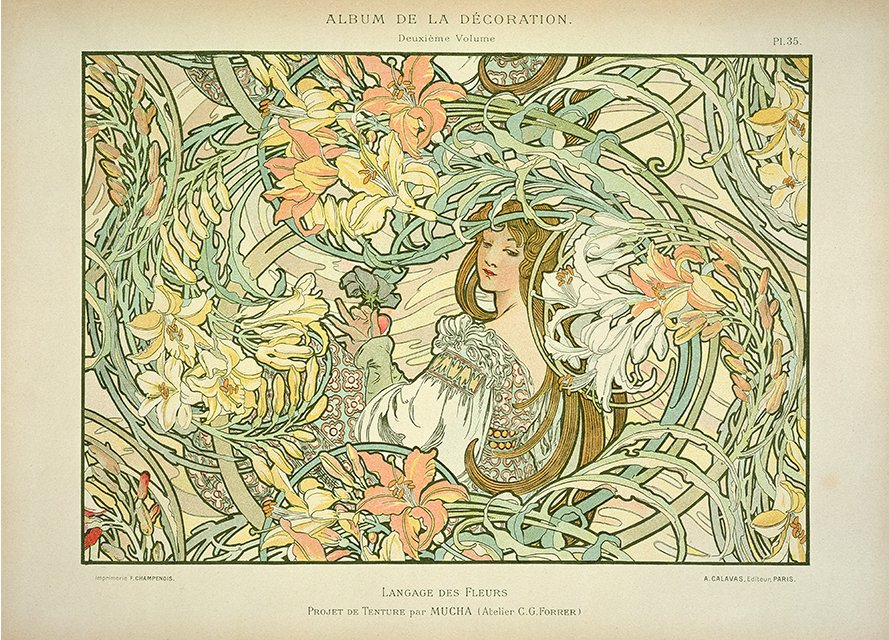
Альфонс Муха. Язык цветов. 1900

Флориография, или язык цветов, — символика, значение, придаваемое различным цветам для выражения тех или иных настроений, чувств и идей. В Викторианскую эпоху язык цветов использовали для тайного выражения чувств в тех случаях, когда о них нельзя было говорить открыто.
Язык цветов может быть реализован как с помощью использования разноцветных предметов, раскраски объектов, так и путём создания цветочных композиций из живых растений — букетов, венков и т. п.

## История
Хоть нельзя говорить, хоть и взор мой поник,

У дыханья цветов есть понятный язык:

Если ночь унесла много грёз, много слёз,

Окружусь я тогда горькой сладостью роз!

Если тихо у нас и не веет грозой,

Я безмолвно о том намекну резедой;

Если нежно ко мне приласкалася мать,

Я с утра уже буду фиалкой дышать;

Если ж скажет отец «не грусти, — я готов», —

С благовоньем войду апельсинных цветов.
Язык цветов родился на Востоке.
В восточной традиции считается важным, когда поднесены цветы; как дарящий держит букет: соцветиями вверх или вниз, в левой или правой руке; украшен ли букет листьями и убраны ли шипы у розы.
Вот неподдельный вам рассказ,

Что родило Селам восточный; —

Из древней хартии нарочно

Его я выписал для вас.

Как сладостны цветы Востока

Невыразимою красой!

Но для поклонницы Пророка

Приятней их язык немой!..

У нас гаремы неизвестны;

Наш Север холоден! Для дам

Селамы будут бесполезны:

Они так преданы мужьям.

Но вы, чьи очи голубые

Так робко вниз опущены,

Для вас, девицы молодые,

Блестят в полях цветы весны!

От строгой маменьки украдкой,

От прозорливых няни глаз,

Селам свивайте, в неге сладкой:

Любовь легко научит вас.
Знания о языке цветов попали в Европу благодаря заметкам двух персон: Обри де ля Моттрея (фр. Aubry de la Mottraye) и леди Мэри Уортли Монтегю.
Обри де ля Моттре описал своё пребывание при дворе короля Швеции Карла XII в Турции в двухтомнике «Путешествие… по Европе, Азии и Африке» в 1727 году.
Жена британского посла в Стамбуле в 1717 году Мэри Уортли Монтегю описала тайный язык любовной переписки «селам», именуемый также «языком предметов и цветов», в своих письмах, опубликованных в 1763 году, вскоре после её смерти, и сделавших её знаменитой. В одном она писала:

«Нет такой краски, цветов, сорной травы, фруктов, травы, камня, птичьего пера, которые не имели бы соответствующего им стиха, и вы можете ссориться, браниться, слать письма страсти, дружбы, любезности, или обмениваться новостями, при этом не испачкав свои пальцы».

Цветочные словари публиковались в течение всего XVIII столетия, рассказывая о значении того или иного растения. Очень популярен был язык цветов и во Франции и в Англии времен королевы Виктории.
В 1830 году в Петербурге была издана книга «Селам, или Язык цветов», переведённая Д. П. Ознобишиным, где описывалось около 400 значений растений. В основном символы и значения цветов отображали общепринятые ассоциации, часто надуманные и вымышленные. Книга была очень популярна среди молодежи. Ознобишиным также была введена в обиход игра в фанты, известная в наши дни и начинающая словами «Я садовником родился…».
Художники-прерафаэлиты использовали символический язык цветов для раскрытия эмоционального подтекста художественного произведения. Например, на картине «Офелия» художник Джон Эверетт Милле поместил Офелию в окружение цветущих растений. Все эти цветы несут символическую смысловую нагрузку:
Цветы на картине, которыми окружена Офелия, либо напрямую упоминаются в пьесе, либо несут необходимое символическое значение: Крапива на берегу — боль; Лютики — наивность и простота; Ромашки — невинность; Ожерелье из фиалок (персты покойников по Шекспиру) — чистота и ранняя смерть; Анютины глазки — думы о напрасной любви; Незабудки — преданность; Розы, белые и розовые — красота Офелии.

В реальной жизни встретить вместе эти цветы невозможно, так как они цветут в разное время года.
Стиль модерн также активно использовал символический язык цветов, довольно часто его называли «цветочным стилем».

## Символика
Как правило, цветы ассоциируются с определёнными качествами человека.

### Цвет
Основные цвета, выражающие чувства, отношения и идеи:
- красный — цвет жизни и любви (отсюда роза — символ любви, гвоздика — страсти), а также как цвет крови, символ гнева и мести (цвет войны и революции);
- белый — символ чистоты и невинности (лилия);
- чёрный — символ печали, траура;
- жёлтый — символ отвращения, ненависти; кроме золотистого — символа солнца и радости;
- зелёный — символ надежды[4];
- голубой — цвет богов;
- синий — символ верности (незабудки, фиалки), спокойствия, бесконечности;
- пурпурный — символ величия;
- оранжевый — цвет радости, тепла, урожая и праздника;
- фиолетовый — символ роскоши и достоинства; мистический;[6][неавторитетный источник]
- светло-зелёный — чистота, веселье, щедрость;
- розовый — символ элегантности, изысканности и нежности;
- тёмно-зелёный — цвет надежды и плодородия.

## Язык живых цветов
Символические значения живых цветков растений широко использовались при составлении букетов, когда каждому из элементов композиции придавался дополнительный, эмоциональный смысл.
| Цветок                  | Цветок                  | Значение                                                           |
| ----------------------- | ----------------------- | ------------------------------------------------------------------ |
| Абецедарий              | Абецедарий              | разговорчивость                                                    |
| Акация                  | Акация                  | тайная любовь                                                      |
| Акант (Медвежья лапа)   | Акант (Медвежья лапа)   | искусство                                                          |
| Азалия                  | Азалия                  | сдержанность                                                       |
| Аконит                  | Аконит                  | мизантропия                                                        |
| Амброзия                | Амброзия                | возвращение чувств                                                 |
| Репейник                | Репейник                | благодарность                                                      |
| Алоэ                    | Алоэ                    | горечь; траур                                                      |
| Миндаль                 | Миндаль                 | обещание                                                           |
| Василёк                 | Василёк                 | изящество                                                          |
| Амарант                 | Амарант                 | неумирающая любовь                                                 |
| Анемон                  | Анемон                  | отречение, болезнь                                                 |
| Ангрекум                | Ангрекум                | величие                                                            |
| Цветок яблони           | Цветок яблони           | предпочтение                                                       |
| Туя восточная           | Туя восточная           | вечная дружба                                                      |
| Мелисса                 | Мелисса                 | взаимопонимание или симпатия                                       |
| Бальзамин               | Бальзамин               | нетерпение                                                         |
| Лавровый венок          | Лавровый венок          | торжество                                                          |
| Орхидея                 | Орхидея                 | усердие                                                            |
| Колокольчик             | Колокольчик             | думаю о тебе                                                       |
| Ирландские колокольчики | Ирландские колокольчики | удача                                                              |
| Лядвенец                | Лядвенец                | месть                                                              |
| Самшит                  | Самшит                  | верность                                                           |
| Ракитник                | Ракитник                | скромность или покорность                                          |
| Камыш                   | Камыш                   | покорность                                                         |
| Лютик                   | Лютик                   | богатство                                                          |
| Капуста                 | Капуста                 | полезность                                                         |
| Японская камелия        | Японская камелия        | скромное превосходство                                             |
| Колокольчик средний     | Колокольчик средний     | благодарность                                                      |
| Гвоздика                | розовая                 | женская любовь, невинная любовь (первая).                          |
| Гвоздика                | белая                   | презрение                                                          |
| Гвоздика                | пурпурная               | своенравие; непредсказуемая непостоянность                         |
| Гвоздика                | красная                 | мое сердце страстно стремится к тебе, страсть, одержимость любовью |
| Гвоздика                | жёлтая                  | ты разочаровала меня; отказ; пренебрежение                         |
| Гвоздика                | полосатая               | непринятие                                                         |
| Чистотел                | Чистотел                | радость                                                            |
| Цветок Сакуры           | Цветок Сакуры           | хорошее образование                                                |
| Цветок Сакуры           | Цветок Сакуры           | быстротечность жизни (в Японии)                                    |
| Цветок Сакуры           | Цветок Сакуры           | женская красота (в Китае)                                          |
| Каштан                  | Каштан                  | рассуди меня                                                       |
| Астра                   | Астра                   | разнообразие любви                                                 |
| Хризантема              | красная                 | я люблю                                                            |
| Хризантема              | белая                   | правда                                                             |
| Хризантема              | жёлтая                  | отвергнутая любовь                                                 |
| Кореопсис               | Кореопсис               | бодрость и веселье                                                 |
| Примула                 | Примула                 | побеждающая благодать                                              |
| Клевер                  | красный                 | усердие                                                            |
| Клевер                  | белый                   | клятва                                                             |
| Кориандр                | Кориандр                | жгучее желание                                                     |
| Бледно-жёлтый нарцисс   | Бледно-жёлтый нарцисс   | кротость, смирение, благородство, уважение или безответную любовь  |
| Георгин                 | Георгин                 | утончённость, чувство собственного достоинства                     |
| Маргаритка              | Маргаритка              | невинность, непорочность, скромность, верность, преданную любовь   |
| Красная маргаритка      | Красная маргаритка      | красота неизвестного обладателя                                    |
| Одуванчик               | Одуванчик               | кокетство                                                          |
| Цветок шиповника        | Цветок шиповника        | залечить раны                                                      |
| Бузина                  | Бузина                  | сочувствие                                                         |
| Фенхель                 | Фенхель                 | неприступность, сопротивляемость                                   |
| Незабудка               | Незабудка               | истинная любовь                                                    |
| Герань                  | Герань                  | знатность                                                          |
| Утёсник                 | Утёсник                 | терпеливая привязанность, любовь в любое время года                |
| Трава                   | Трава                   | подчинение, покорность                                             |
| Гелиотроп               | Гелиотроп               | преданность, увлечение                                             |
| Гибискус                | Гибискус                | редкая, изящная красота                                            |
| Штокроза розовая        | Штокроза розовая        | амбиции                                                            |
| Жимолость               | Жимолость               | узы любви, верность любимому                                       |
| Молодило                | Молодило                | экономность, хозяйственность                                       |
| Гортензия               | Гортензия               | скромность, искренность, надежда                                   |
| Плющ                    | Плющ                    | зависимость, доверие                                               |
| Нарцисс                 | Нарцисс                 | возобновление чувств                                               |
| Калина вечнозелёная     | Калина вечнозелёная     | символ, знак, отличие                                              |
| Лаванда                 | Лаванда                 | набожность, сомнения                                               |
| Лимон-цветы             | Лимон-цветы             | свобода, благоразумие                                              |
| Салат                   | Салат                   | «ледяное сердце»                                                   |
| Лишайник                | Лишайник                | одиночество                                                        |

| Цветок                                         | Цветок                                         | Значение                                                                                                   |
| ---------------------------------------------- | ---------------------------------------------- | --- |
| Сирень                                         | пурпурная                                      | первая любовь                                                                                              |
| Сирень                                         | белая                                          | невинность                                                                                                 |
| Лилия                                          | белая                                          | чистота, непорочность                                                                                      |
| Лилия                                          | алая                                           | возвышенные намерения                                                                                      |
| Лилия                                          | жёлтая                                         | 1) веселье и благодарность, 2)ложь и легкомыслие.                                                          |
| Лилия                                          | оранжевая                                      | ненависть и отвращение                                                                                     |
| Лилия                                          | Тигровая                                       | изобилие, процветание, самонадеянность, гордость                                                           |
| Ландыш                                         | Ландыш                                         | надёжность, достоверность                                                                                  |
| Цветы лайма                                    | Цветы лайма                                    | блуд, измена                                                                                               |
| Лобелия                                        | Лобелия                                        | злоба, недоброжелательность                                                                                |
| Лотос                                          | Лотос                                          | чистота, целомудрие, красноречие                                                                           |
| Амарант                                        | Амарант                                        | безнадёжность                                                                                              |
| Магнолия                                       | Магнолия                                       | любовь к природе                                                                                           |
| Мальва                                         | Мальва                                         | «истерзан любовью»                                                                                         |
| Ноготки                                        | Ноготки                                        | отчаяние                                                                                                   |
| Эпигея ползучая                                | Эпигея ползучая                                | наилучшие пожелания                                                                                        |
| Миньонет                                       | Миньонет                                       | ценность                                                                                                   |
| Мята                                           | Мята                                           | подозрение                                                                                                 |
| Утреннее сияние                                | Утреннее сияние                                | безответная любовь                                                                                         |
| Коровяк                                        | Коровяк                                        | добродушие                                                                                                 |
| Настурция (капуцин)                            | Настурция (капуцин)                            | патриотизм                                                                                                 |
| Дуб листья                                     | Дуб листья                                     | сила |
| Овёс                                           | Овёс                                           | музыкальность                                                                                              |
| Олива                                          | Олива                                          | мир |
| Нивяник (маргаритка)                           | Нивяник (маргаритка)                           | терпение                                                                                                   |
| Персик цветы                                   | Персик цветы                                   | долголетие                                                                                                 |
| Груша цветы                                    | Груша цветы                                    | крепкая дружба                                                                                             |
| Смолистая сосна цветы                          | Смолистая сосна цветы                          | философия                                                                                                  |
| Мак                                            | обыкновенный                                   | вечный сон, забвение, фантазия                                                                             |
| Мак                                            | красный                                        | удовольствие                                                                                               |
| Мак                                            | белый                                          | утешение мечтами; современная версия: мир                                                                  |
| Мак                                            | жёлтый                                         | богатство, успех                                                                                           |
| Роза                                           | чайная                                         | красота всегда нова                                                                                        |
| Роза                                           | красная                                        | настоящая любовь                                                                                           |
| Роза                                           | синяя                                          | таинство, достижение невозможного                                                                          |
| Роза                                           | белая                                          | вечная любовь, молчание или невиновность, тоска, добродетель, чистота, скрытность, благоговение и смирение |
| Роза                                           | чёрная                                         | смерть, ненависть, прощание, разлука смертью                                                               |
| Роза                                           | жёлтая                                         | дружба, счастье, радость.                                                                                  |
| Роза                                           | розовая                                        | вежливость, учтивость, любезность                                                                          |
| Роза                                           | тёмно-розовая                                  | благодарность, признательность                                                                             |
| Роза                                           | светло-розовая                                 | желание, страсть, радость жизни, молодость, энергия                                                        |
| Роза                                           | бордовая                                       | нечаянная красота                                                                                          |
| Роза                                           | коралловая                                     | желание, страсть                                                                                           |
| Роза                                           | бледно-лиловая                                 | любовь с первого взгляда                                                                                   |
| Роза                                           | бело-красная                                   | единство, совместный интерес                                                                               |
| Роза                                           | красно-жёлтая                                  | восторг, счастье и волнение                                                                                |
| Роза                                           | без шипов                                      | любовь с первого взгляда                                                                                   |
| Каллы                                          | Каллы                                          | Высшая степень преклонения, уважения, восхищения; даритель склоняет перед Вами колено; Вы великолепны!     |
| Розмарин                                       | Розмарин                                       | память (воспоминания)                                                                                      |
| Рута                                           | Рута                                           | горе, раскаяние                                                                                            |
| Мимоза стыдливая                               | Мимоза стыдливая                               | чуткость                                                                                                   |
| Подснежник                                     | Подснежник                                     | утешение, надежда                                                                                          |
| Птицемлечник арабский                          | Птицемлечник арабский                          | надежда |
| Солома                                         | Солома                                         | единство                                                                                                   |
| Подсолнечник                                   | Подсолнечник                                   | возвышенные, чистые помыслы                                                                                |
| Шиповник красно-бурый                          | Шиповник красно-бурый                          | простота                                                                                                   |
| Дурман                                         | Дурман                                         | обман |
| Чертополох                                     | Чертополох                                     | благородство                                                                                               |
| Тимьян (чабрец)                                | Тимьян (чабрец)                                | экономность                                                                                                |
| Тюльпанное дерево                              | Тюльпанное дерево                              | слава |
| Тюльпан                                        | красный                                        | признание в любви                                                                                          |
| Тюльпан                                        | жёлтый                                         | восхищение улыбкой любимого человека / безнадёжная любовь                                                  |
| Тюльпан                                        | белый                                          | чистая, искренняя любовь                                                                                   |
| Фиалка                                         | голубая                                        | лояльность, верность                                                                                       |
| Фиалка                                         | белая                                          | скромность                                                                                                 |
| Плакучая ива                                   | Плакучая ива                                   | отвергнутая любовь                                                                                         |
| Любые семена растений, распространяемые ветром | Любые семена растений, распространяемые ветром | посланники                                                                                                 |
| Гамамелис                                      | Гамамелис                                      | заговор |
| Пшеница                                        | Пшеница                                        | богатство и процветание                                                                                    |
| Иссоп                                          | Иссоп                                          | очищение, смирение                                                                                         |

## Флирт цветов

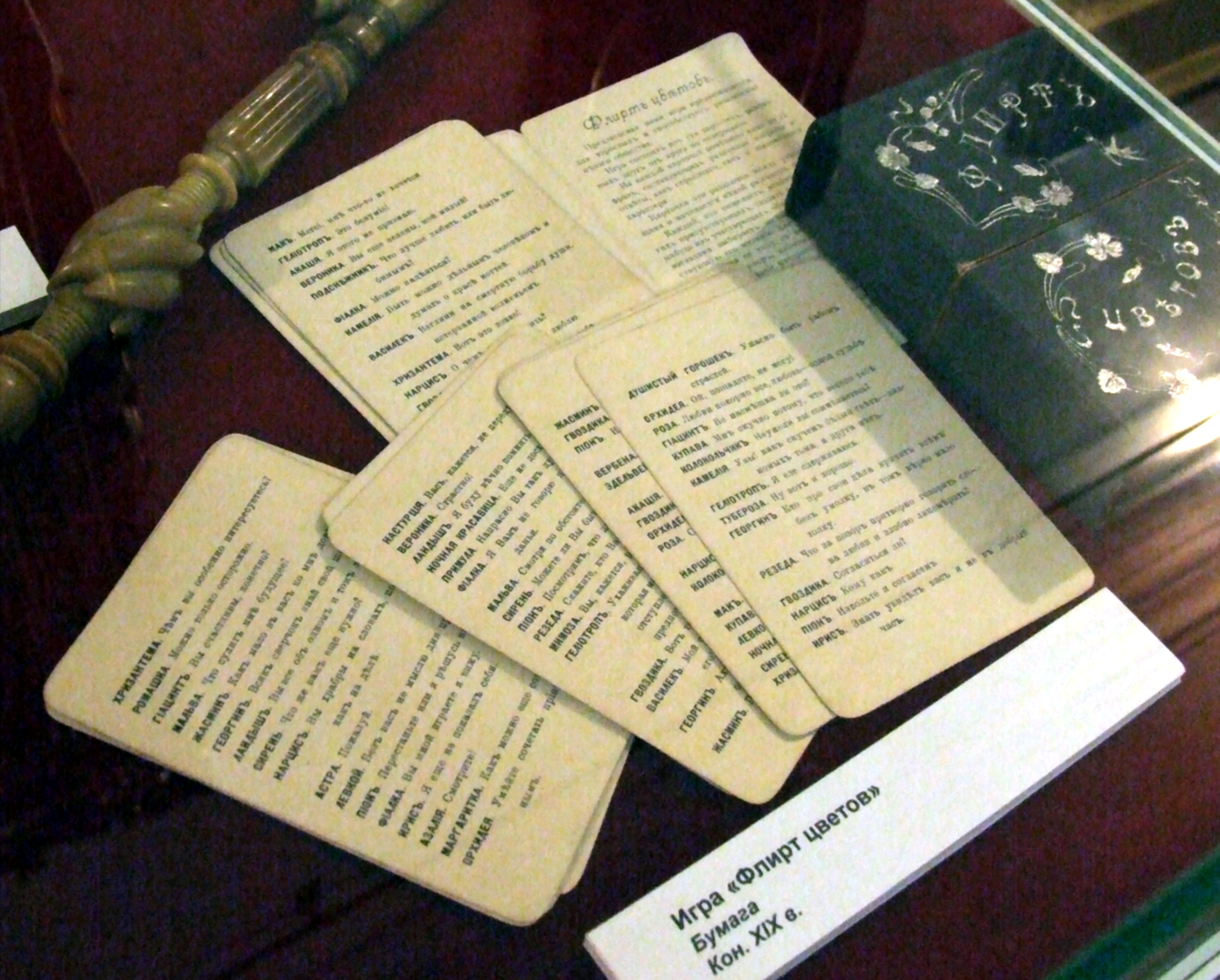
Настольная игра с карточками «Флирт цветов», Россия, XIX век. Музей Кузьминки

Флирт цветов — салонная карточная игра, популярная в XIX веке.
На картах присутствует набор названий цветов, и каждому названию соответствует некоторая фраза. Названия цветов на всех картах одинаковые, но им соответствуют разные фразы. Играющие говорят вслух название цветка и передают карту собеседнику. Собеседник по этой карте и озвученному названию узнаёт, что ему хотели сказать. Таким образом только два человека знают истинное содержание разговора, для остальных же это — просто названия цветов.